# Danh sách đơn vị hành chính Sơn Đông
Tỉnh Sơn Đông, Trung Quốc được chia ra thành các đơn vị hành chính sau:
- 16 đơn vị cấp địa khu
  - 14 địa cấp thị
  - 2 thành phố cấp phó tỉnh (Tế Nam và Thanh Đảo)
- 140 đơn vị cấp huyện
  - 31 huyện cấp thị
  - 60 huyện
  - 49 khu (quận)
- 1931 đơn vị cấp hương
  - 1194 trấn/ thị trấn
  - 276 hương/ xã
  - 1 hương dân tộc
  - 460 nhai đạo

Tất cả các đơn vị hành chính này được giải thích chi tiết trong bài phân cấp hành chính Trung Quốc. Danh sách sau chỉ liệt kê các đơn vị hành chính cấp địa khu và cấp huyện của Sơn Đông.
| Thành phố (địa cấp thị) | Quận | Huyện, thành phố cấp huyện (huyện cấp thị) |
| ----------------------- | --- | --- |
| • Tế Nam (济南市)       | Thị Trung (市中区) Lịch Hạ (历下区) Thiên Kiều (天桥区) Hòe Ấm (槐荫区) Lịch Thành (历城区) Trường Thanh (长清区) Cương Thành (钢城区) Lai Vu (莱芜区) | thành phố cấp huyện Chương Khâu (章丘市) Bình Âm (平阴县), Tế Dương (济阳县) Thương Hà (商河县) |
| • Thanh Đảo (青岛市)    | Thị Nam (市南区) Thị Bắc (市北区) Thành Dương (城阳区) Tứ Phương (四方区) Lý Thương (李沧区) Hoàng Đảo (黄岛区) 崂山区                                 | thành phố cấp huyện Giao Nam (胶南市) thành phố cấp huyện Giao Châu (胶州市) thành phố cấp huyện Bình Độ (平度市) thành phố cấp huyện Lai Tây (莱西市) thành phố cấp huyện Tức Mặc (即墨市) |
| • Truy Bác (淄博市)     | Trương Điếm (张店区) Lâm Truy (临淄区) Truy Xuyên (淄川区) Bác Sơn (博山区) Chu Thôn (周村区)                                                          | Hoàn Đài (桓台县) Cao Thanh (高青县) Nghi Nguyên (沂源县) |
| • Tảo Trang (枣庄市)    | Thị Trung (市中区) Sơn Đình (山亭区) Dịch Thành (峄城区) Đài Nhi Trang (台儿庄区) Tiết Thành (薛城区)                                                  | thành phố cấp huyện Đằng Châu (滕州市) |
| • Đông Dinh (东营市)    | Đông Dinh (东营区) Hà Khẩu (河口区) | Khẩn Lợi (垦利县), Quảng Nhiêu (广饶县) Lợi Tân (利津县) |
| • Yên Đài (烟台市)      | Chi Phù (芝罘区) Phúc Sơn (福山区) Mưu Bình (牟平区) Lai Sơn (莱山区)                                                                                  | thành phố cấp huyện Long Khẩu (龙口市) thành phố cấp huyện Lai Dương (莱阳市) thành phố cấp huyện Lai Châu (莱州市) thành phố cấp huyện Chiêu Viễn (招远市) thành phố cấp huyện Bồng Lai (蓬莱市) thành phố cấp huyện Tê Hà (栖霞市) thành phố cấp huyện Hải Dương (海阳市) Trường Đảo (长岛县) |
| • Duy Phường (潍坊市)   | Duy Thành (潍城区) Hàn Đình (寒亭区) Phường Tử (坊子区) Khuê Văn (奎文区)                                                                              | thành phố cấp huyện Thanh Châu (青州市) thành phố cấp huyện Chư Thành (诸城市) thành phố cấp huyện Thọ Quang (寿光市) thành phố cấp huyện An Khâu (安丘市) thành phố cấp huyện Cao Mật (高密市) thành phố cấp huyện Xương Ấp (昌邑市) Xương Lạc (昌乐县), Lâm Cù (临朐县)                       |
| • Tế Ninh (济宁市)      | Thị Trung (市中区) Nhiệm Thành (任城区) | thành phố cấp huyện Khúc Phụ (曲阜市) thành phố cấp huyện Duyện Châu (兖州市) thành phố cấp huyện Trâu Thành (邹城市) Ngư Đài (鱼台县), Kim Hương (金乡县) Gia Tường (嘉祥县), Vi Sơn (微山县) Vấn Thượng (汶上县), Tứ Thủy (泗水县) Lương Sơn (梁山县)                                         |
| • Thái An (泰安市)      | Thái Sơn (泰山区) Đại Nhạc (岱岳区) | thành phố cấp huyện Tân Thái (新泰市) thành phố cấp huyện Phì Thành (肥城市) Ninh Dương (宁阳县), Đông Bình (东平县) |
| • Uy Hải (威海市)       | Hoàn Thúy (环翠区) | thành phố cấp huyện Nhũ Sơn (乳山市) thành phố cấp huyện Văn Đăng (文登市) thành phố cấp huyện Vinh Thành (荣成市) |
| • Nhật Chiếu (日照市)   | Đông Cảng (东港区) Lam Sơn (岚山区) | Ngũ Liên (五莲县), Cử huyện (莒县) |
| • Lâm Nghi (临沂市)     | Lan Sơn (兰山区) La Trang (罗庄区) Hà Đông (河东区) | Nghi Nam (沂南县), Đàm Thành (郯城县) Nghi Thủy (沂水县), Thương Sơn (苍山县), Phí huyện (费县) Bình Ấp (平邑县), Cử Nam (莒南县) Mông Âm (蒙阴县), Lâm Thuật (临沭县) |
| • Đức Châu (德州市)     | Đức Thành (德城区) | thành phố cấp huyện Lạc Lăng (乐陵市) thành phố cấp huyện Vũ Thành (禹城市) Lăng huyện (陵县), Ninh Tân (宁津县), Tề Hà (齐河县) Vũ Thành (武城县), Khánh Vân (庆云县) Bình Nguyên (平原县), Hạ Tân (夏津县), Lâm Ấp (临邑县)                                                                   |
| • Liêu Thành (聊城市)   | Đông Xương Phủ (东昌府区) | thành phố cấp huyện Lâm Thanh (临清市) Cao Đường (高唐县), Dương Cốc (阳谷县) Trì Bình (茌平县), Sân huyện (莘县) Đông A (东阿县), Quán huyện (冠县) |
| • Tân Châu (滨州市)     | Tân Thành (滨城区) | Châu Bình (邹平县), Chiêm Hóa (沾化县) Huệ Dân (惠民县), Bác Hưng (博兴县) Dương Tín (阳信县), Vô Lệ (无棣县) |
| • Hà Trạch (菏泽市)     | Mẫu Đơn (牡丹区) | Quyên Thành (鄄城县), Thiền huyện (单县), Vận Thành (郓城县) Tào huyện (曹县), Định Đào (定陶县), Cự Dã (巨野县) Đông Minh (东明县), Thành Vũ (成武县) |